# Milan (Minnesota)
Milan é uma cidade localizada no estado americano de Minnesota, no Condado de Chippewa.

## Demografia
Segundo o censo americano de 2000, a sua população era de 326 habitantes.
Em 2006, foi estimada uma população de 320, um decréscimo de 6 (-1.8%).

## Geografia
De acordo com o United States Census Bureau tem uma área de
2,5 km², dos quais 2,5 km² cobertos por terra e 0,0 km² cobertos por água. Milan localiza-se a aproximadamente 314 m acima do nível do mar.

## Localidades na vizinhança
O diagrama seguinte representa as localidades num raio de 24 km ao redor de Milan.